# ГЕС Ylja
ГЕС Ylja — гідроелектростанція у південній частині Норвегії, приблизно на однаковій відстані — трохи менше за дві сотні кілометрів — на північний захід від Осло та північний схід від Бергена. Знаходячись перед малою ГЕС Eidsfoss (4,2 МВт), становить верхній ступінь однієї з гілок гідровузла у сточищі річки Бегни, котра після проходження через озеро Sperillen під назвою Ådalselva зливається з Randselva, утворюючи річку Драмменсельва (дренується до Drammensfjorden — затоки Осло-фіорду).
Резервуар для накопичення ресурсу створили у верхів'ї Ylja — лівого витоку Бегни. Для цього між котловинами озер Øyangen та Steinbusjøen проклали тунель довжиною біля 1,5 км, який з'єднав їх у єдину водойму з можливим коливанням рівня поверхні в діапазоні 31 метр та корисним об'ємом 214 млн м3.
З південної частини сховища виходить головний дериваційний тунель довжиною 5 км з перетином 10 м2 (невеличка остання ділянка має перетин 8,5 м2), траса якого спершу прямує у південно-східному напрямку. Вийшовши в долину лівої притоки Бегни Bàaåni, тунель отримує з неї поповнення за допомогою насосної станції, яка обладнана трьома агрегатами загальною потужністю 1,2 МВт та працює при греблі висотою 5,2 метра та довжиною 80 метрів. До створеного останньою малого сховища також перекидається додатковий ресурс зі сточища розташованої далі на схід іншої лівої притоки Бегни Leineani, для чого прокладено два тунелі загальною довжиною біля 7 км та створено сім водозаборів.
Від Bàaåni головний тунель завертає на південний захід та наближається до долини Бегни. Тут він переходить у підземний напірний водовід довжиною 1 км зі спадаючим діаметром від 1,7 до 1,4 метра, який подає ресурс до все так же спорудженого в середині гірського масиву машинного залу.
Основне обладнання становить одна турбіна типу Пелтон потужністю 64,7 МВт, яка при напорі у 687 метрів забезпечує середньорічне виробництво 165 млн кВт-год.
Відпрацьована вода по відвідному тунелю довжиною 0,16 км потрапляє до розташованого на Бегні озера Strøndafjorden.
Видача продукції відбувається по ЛЕП, розрахованій на роботу під напругою 132 кВ.